# Frans Schokking
François Marie Anne (Frans) Schokking (Dordrecht, 5 mei 1908 – 's-Gravenhage, 1 augustus 1990) was een Nederlands ambtenaar en bestuurder.

## Loopbaan
- ambtenaar, ministerie van Economische Zaken en Landbouw, van 1933 tot 1934
- secretaris Commissie van Advies, bedoeld in het Crisis-Organisatiebesluit van 1933, van april 1934 tot 16 januari 1938
- burgemeester van 's-Gravenzande, van 16 januari 1938 tot 14 augustus 1942
- burgemeester van Hazerswoude, van augustus 1942 tot 1945
- burgemeester van 's-Gravenzande, van 1 juni 1945 tot 11 november 1946
- burgemeester van Alphen aan den Rijn, van 11 november 1946 tot 1 november 1949
- burgemeester van Den Haag, van 1 november 1949 tot juli 1956
- dijkgraaf Hoogheemraadschap Rijnland, van augustus 1957 tot 1974

Schokking gaf in 1942 als burgemeester van Hazerswoude aan een betrouwbare veldwachter de opdracht te onderzoeken of de Joodse familie Pinto echte onderduikers waren; de familie zou als dat het geval was in de gelegenheid worden gesteld te vluchten. Schokking vermoedde dat een eerder verzoek van Pinto om in Hazerswoude te mogen blijven een provocatie was geweest. Omdat de agent werd vergezeld door een 'onbetrouwbare' collega, werd de familie Pinto opgepakt; het gezin kwam later om (de vader in Nederland, de moeder en dochter in Auschwitz). Schokking herbergde zelf tijdens de oorlog verscheidene onderduikers.
Het optreden van Schokking ten aanzien van de familie Pinto werd na de oorlog door drie zuiveringscommissies niet veroordeeld.
In 1955 werd de affaire-Pinto door het Haagsch Dagblad opnieuw aan de orde gesteld. Na een onderzoek door een commissie-Donner en een Tweede-Kamerdebat werd geoordeeld dat Schokking kon aanblijven als burgemeester van Den Haag. Schokking nam in juli 1956 echter vrijwillig ontslag. Henk Hofland zou de kwestie later in Tegels lichten (1972) omschrijven als "de eerste moderne, naoorlogse slag om de aard van het gezag in Nederland", waarbij het naar zijn oordeel al snel niet meer ging om de persoon van de burgemeester maar om het breken van "de geslotenheid van een traditionele hiërarchie".

## Opleiding
- Stedelijk Gymnasium Leiden
- Nederlands recht: publiekrecht, Rijksuniversiteit Leiden (1927-1933)

## Familie
Frans Schokking was de zoon van Adriana Metelerkamp en Jan Schokking, CHU-Kamerlid en kortstondig minister van Justitie. Hij was een kleinzoon van Carel Philip Metelerkamp, waarnemend burgemeester van Wormerveer.